# Canoa/kayak ai Giochi della XIV Olimpiade - K2 1000 metri maschile
La competizione del K2 1000 metri di Canoa/kayak ai Giochi della XIV Olimpiade si è disputata il giorno 12 agosto 1948 al bacino del Royal Regatta, Henley-on-Thames.

## Risultati

### Batterie
I primi quattro in finale.
| Pos. | Nazione        | Atleti                       | Tempo  |
| ---- | -------------- | ---------------------------- | ------ |
| 1    | Finlandia      | Ture Axelsson Nils Björklöf  | 4'16"7 |
| 2    | Ungheria       | Kálmán Blahó János Urányi    | 4'18"4 |
| 3    | Cecoslovacchia | Otakar Kroutil Miloš Pech    | 4'20"1 |
| 4    | Canada         | George Covey Henry Harper    | 4'34"2 |
| 5    | Lussemburgo    | René Fonck Jean Nickels      | 4'41"7 |
| 6    | Svizzera       | Bruno Masciardi Franz Reiner | 4'43"9 |
| 7    | Gran Bretagna  | Jack Henderson John Simmons  | 4'45"0 |

| Pos. | Nazione     | Atleti                                    | Tempo |
| ---- | ----------- | ----------------------------------------- | ----- |
| 1    | Danimarca   | Ejvind Hansen Bernhard Jensen             | n/d   |
| 2    | Norvegia    | Ivar Mathisen Knut Østby                  | n/d   |
| 3    | Paesi Bassi | Cees Gravesteijn Willem Pool              | n/d   |
| 4    | Svezia      | Hans Berglund Lennart Klingström          | n/d   |
| 5    | Austria     | Paul Felinger Herbert Klepp               | n/d   |
| 6    | Belgio      | Frans Van Den Berghen Albert Van De Vliet | n/d   |
| 7    | Francia     | Fernand Donna René Richez                 | n/d   |
| 8    | Polonia     | Alfons Jeżewski Marian Matłoka            | n/d   |
| 9    | Stati Uniti | Ray Clark John Eiseman                    | n/d   |

### Finale
| Pos.    | Nazione        | Atleti                           | Tempo  |
| ------- | -------------- | -------------------------------- | ------ |
| Oro     | Svezia         | Hans Berglund Lennart Klingström | 4'07"3 |
| Argento | Danimarca      | Ejvind Hansen Bernhard Jensen    | 4'07"5 |
| Bronzo  | Finlandia      | Ture Axelsson Nils Björklöf      | 4'08"7 |
| 4       | Norvegia       | Ivar Mathisen Knut Østby         | 4'09"1 |
| 5       | Cecoslovacchia | Otakar Kroutil Miloš Pech        | 4'09"8 |
| 6       | Paesi Bassi    | Cees Gravesteijn Willem Pool     | 4'15"8 |
| 7       | Canada         | George Covey Henry Harper        | 4'56"8 |
| -       | Ungheria       | Kálmán Blahó János Urányi        | Squal. |